# Trilogia Sprawl
Trilogia Sprawl (cunoscută și ca Trilogia Neuromancer, Cyberspace sau Matrix) este prima serie de romane scrise de William Gibson. Trilogia conține Neuromantul (1984), Contele Zero (1986) și Conexiunea Mona Lisa (1988). 
Romanele au loc în același viitor fictiv și sunt interconectate subtil personaje și teme (care nu sunt întotdeauna evidente).  Trilogia Sprawl are loc în aceeași atmosferă ca și cea din următoarele povestiri ale lui Gibson: Johnny Mnemonic, New Rose Hotel și Burning Chrome, evenimente și personaje din aceste povestiri apărând sau fiind menționate în romanele trilogiei.  